# Nicholas J. Spykman
Nicholas J. Spykman (1893 – 1943) foi um geógrafo e geoestratego de grande influência nos Estados Unidos. Nascido na Holanda e radicado nos EUA, formulou a teoria do Rimland e é considerado um precursor da "Estratégia de Contenção" do pós-II Guerra. Como Cientista Político é considerado um influente pensador da corrente clássica de pensamento Realista na política exterior norte-americana, trazendo o pensamento geopolítico europeu para os Estados Unidos. Spykman faleceu vítima de cancro, aos 49 anos de idade.

## A visão geoestratégica de Spykman para os Estados Unidos
Partindo da interpretação geopolítica de Sir Halford John Mackinder a respeito da teoria do Heartland, Spykman desenvolve uma teoria a respeito da influência da geografia nas disputas globais, especialmente na Eurásia ao longo da história.
Conforme Mello: "Spykman compartilha com Machinder a ideia da unicidade da superfície líquida do planeta e da divisão da superfície terrestre em grandes blocos insulares formados por uma série de ilhas-continente".
Estes aspectos geográficos seriam determinantes ao longo da história para a formação de dois padrões principais de disputas entre as potências da Eurásia: (I) potências do Heartland e algumas potências do Rimland contra outras potências do Rimland aliadas a uma potência naval; (II) alianças entre potências do Heartland e potências navais contra um poder dominante no Rimland. O conceito de Rimland de Spykman é semelhante ao de "crescente interior", ou área da Eurásia no entorno do Heartland. A diferença é que para Spykman, o papel do Rimland é central. Esta região seria a chave das disputas geopolíticas mais importantes da Eurásia. Quem dominasse o Rimland, decidiria o futuro da Eurásia, a "ilha-mundo" de Mackinder.
Nas palavras de Fiori:
"Ele partiu das ideias de Halford Mackinder, mas modificou sua tese central: para Spykman, quem tem o poder mundial não é quem controla diretamente o "coração do mundo", mas quem é capaz de cercá-lo, como os Estados Unidos fizeram durante toda a Guerra Fria e seguem fazendo até os nossos dias."
Durante as Guerras napoleônicas, a Inglaterra (potência naval) se aliou à potências do Rimland e do Hertland para derrotar a França (potência continental do Rimland). Na Guerra da Crimeia potências navais (Inglaterra) e do Rimland (Império Turco-Otomano, França) se aliaram contra a potência do Hertland (Rússia). Na I Guerra Mundial A Inglaterra se aliou a uma Rússia (Heartland) e à outra potência naval (EUA) para derrotar as potências do Rimland (Alemanha, Austria-Hungria e Império Turco Otomano).
Na II Guerra Mundial dois teatros geopolíticos distintos resultaram em alianças dentro do mesmo modelo geopolítico. No cenário euroatlântico, os EUA, enquanto potência naval, aliaram-se à potência naval europeia (Inglaterra) e à potência do Heartland (União Soviética) para derrotar as potência do Rimland (Alemanha e Itália). Na Ásia, os Estados Unidos (potência naval)  aliaram-se à China (Rimland) para derrotar o Japão, uma potência naval com pretensões terrotoriais geoestratégicas no Pacífico e no Rimland asiático. Destaca-se que a II Guerra Mundial, somaram-se aspectos ideológicos aos aspectos geopolíticos, aproximando os Estados antifascistas em uma aliança de potências navais e do Heartland na luta contra o Eixo. Esta aliança se desfez assim que o Eixo foi derrotado, e a estratégia americana passou a ser a contenção da URSS dentro dos limites do Heartland, ou seja, a tentativa de impedir que esta controlasse o Rimland e obtivesse uma saída para mares abertos que lhe permitisse projetar forças mundialmente.
"Na visão de Spykman, era o cerco potencial da América pela Eurásia ou da Eurásia pela América que definiria neste século as grandes linhas da política mundial."
A partir desta perspectiva Spykman considera que os Estados Unidos, enquanto uma potência naval, com supremacia incontestável na América do Norte e hegemonia nas Americas, teria que estabelecer uma rede de alianças com as demais potências navais das outras "ilhas" (Inglaterra, Oceania, África, América do Sul) e impedir alianças contrárias aos interesses americanos, como possíveis alianças entre as potências do Rimland e do Heartland, ou entre as demais potências navais e potências do Heartland ou do Rimland.
Desta forma, os conceitos analíticos de Spykman, influenciaram a estratégia americana no início da Guerra Fria, incluindo a postura de George Kennan, com a criação de um "cordão sanitário" em todo o entorno (Rimland) da União Soviética (Heartland), para conter o "comunismo". O padrão defensivo deste "cordão sanitário" rapidamente ganha um caráter ofensivo com o início da Guerra Fria e a criação de uma rede de alianças entre os EUA e países do Rimland (OTAN, SEATO, Cento, OTASE, Pacto de Bagdá).

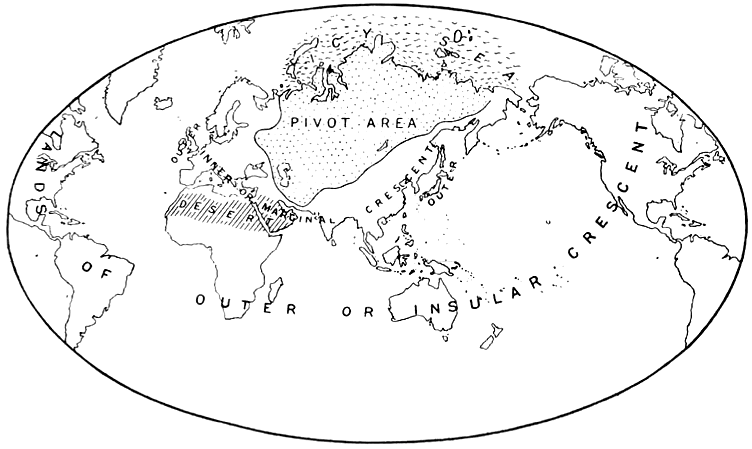
O Heartland eurasiano na interpretação de Mackinder. Para Spykman a Crescente interior da Eurásia é a região mais importante das disputas geopolíticas, o Rimland.

O papel da América Latina e da América do Sul
Para que os Estados Unidos conseguissem manter uma luta permanente contra qualquer potência rival, fosse originária do Rimland ou do Heartland, ou ainda, conseguissem lutar para impedir uma aliança entre potências do Heartland e do Rimland, era fundamental manter a supremacia incontestável na América do Norte e uma hegemonia no que Spykman denomina Hemisfério Ocidental, ou seja, as Américas.
Spykman definiu o continente americano, do ponto de vista geopolítico, como primeira e última linha de defesa da hegemonia mundial dos EUA. Assim, manter a supremacia na América do Norte e Caribe somada à hegemonia na "ilha-continente" América do Sul, era fundamental para o sucesso da estratégia global americana, podendo mesmo ser considerado como o primeiro grande pilar da hegemonia global dos Estados Unidos. Na América do Norte e Caribe não existiriam ameaças reais ou potenciais críveis. Mas na América do Sul, a região do chamado ABC (Argentina, Brasil e Chile), poderia articular uma aliança antiamericana, que na visão de Spykman, nunca poderia ser tolerada. Como destacado por Fiori:
"Nas palavras do próprio Spykman: "para nossos vizinhos ao sul do Rio Grande, os norte-americanos seremos sempre o "Colosso do Norte", o que significa um perigo, no mundo do poder político. Por isso, os países situados fora da nossa zona imediata de supremacia, ou seja, os grandes estados da América do Sul (Argentina, Brasil e Chile) podem tentar contrabalançar nosso poder por meio de uma ação comum ou do uso de influências de fora do hemisfério" (pg. 64). Nesse caso, conclui: "uma ameaça à hegemonia norte-americana nessa região do hemisfério (a região do ABC) terá que ser respondida por meio da guerra" (pg. 62)." Spykman, N. , America’s Strategy in World Politics, Harcourt, Brace and Company, New York, 1942.
Na prática a guerra direta não foi o padrão de resposta americano durante a Guerra Fria. Este modelo de resposta com "guerra externa" de Spykman acabou substituído pelo padrão de Henry Kissinger, de "guerra interna", em que foram utilizadas as forças armadas e policiais locais contra setores de suas próprias populações nacionais.
Com o deslocamento do centro geopolítico global do Atlântico para o Pacífico, e o envolvimento militar dos Estados Unidos em duas guerras simultâneas, no Rimland (Iraque) e no Heartland (Afeganistão), o papel da América do Sul também se altera. Por um lado perde relevância o cenário do Atlântico, que foi fundamental na II Guerra Mundial. Por outro lado, superada a lógica da Guerra Fria, e com o aumento da coordenação multilateral na região, inclusive com a criação da UNASUL, a ilha-continente pode superar a simples lógica da barganha restrita com o "colosso do norte", podendo se posicionar como ator global pela primeira vez. Entretanto ainda não são claros os limites geopolíticos desta capacidade de barganha nem da negociação desta autonomia.